# Bad Boy Records
Bad Boy Records es la división discográfica del emporio empresarial Bad Boy Entertainment, creado en 1994 en Nueva York por el rapero/productor Sean Combs, también conocido como Puff Daddy, P. Diddy o simplemente Diddy, y cuyos negocios se ramifican en varios frentes: editorial de canciones, productora audiovisual, management, línea de ropa, restaurantes, etcétera. Combs desembocó en la fundación de Bad Boy Records tras un fulgurante ascenso en Uptown Records, donde de las prácticas pasó a convertirse en un gran ejecutivo.  

## Trayectoria
La primera aparición en Bad Boy fue Craig Mack con su “Flava in Ya Ear”, allá por 1994. Pero el máximo referente y la figura con la que se ha relacionado siempre la disquera ha sido Notorious B.I.G., que murió asesinado en 1997. Su primer álbum, Ready to Die (1994) pero este disco bajo el sello Puff Daddy Records, es considerado uno de los grandes álbumes de la historia del género, con bombazos clásicos como "Big Poppa" y "Juicy". El segundo de Biggie, Life After Death también cosechó cotas importantes y es un trabajo muy respetado dentro del círculo rapero. Con 28 millones de copias vendidas es el álbum que más ha vendido en la historia del hip hop
En 1996, Bad Boy Records compra la mitad de Arista Records y en 2005, Warner Music Group vendió el contrato restante de su disquera con Universal Records. Hoy en día, el sello distriubuye por medio de WMG's Atlantic Records, formando a algo más que una casa disquera, Bad Boy Entertainment de la cual Sean Diddy Combs es CEO y presidente.
Entre sus artistas actuales más importantes se encuentran: Machine Gun Kelly, Danity Kane, Young Joc, Diddy, Cassie, Aasim, Ness, Chopper, Cheri Dennis, Boyz N Da Hood, Craig Mack, Carl Thomas, Black Rob, G-Dep, New Edition, Mark Curry, B5, Mario Winans, 8Ball & MJG, Babs, Day26, Donnie klang, Big Gee, Heavy D, Jordan McCoy, Shannon Jones y Thelma Guyton.
Artistas pasados que dejaron su huella en la casa: Notorious B.I.G., Sammy 'I'm So Hood' Smith, Faith Evans, Mase (este se transfirió a la disquera de su mejor amigo Curtis "50 Cent" Jackson), 112, Total, Shyne, Bad Boy's Da Band, Dream, Loon, y Tammy Ruggeri.
También la empresa discográfica Bad Boy Records se popularizó por participar en la rivalidad entre raperos de la costa este y costa oeste, en esta rivalidad de raperos, la empresa discográfica fue la que apoyó al bando de la costa este. La causa de esta rivalidad fue por una enemistad del artista The Notorious B.I.G con el artista Tupac Shakur. También otra de las causas de esta rivalidad fue la misma rivalidad que había entre Death Row Records y Bad Boy Records, ya que las ventas del sello discográfico Bad Boy records se estaban igualando a las ventas del sello discográfico Death Row Records.

## Antiguos artistas
- The Notorious B.I.G
- Faith Evans
- Machine Gun Kelly
- Danity Kane
- Young Joc
- Boyz N Da Hood
- Craig Mack
- Carl Thomas
- Black Rob
- Mario Winans
- Donnie Klang

- Big Gee
- Heavy D
- J.Y. Park